# Hugo Pratt

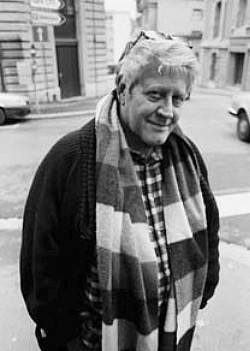
Hugo Pratt (1989)

Hugo Pratt (eigentlich Ugo Eugenio Prat) (* 15. Juni 1927 in Rimini; † 20. August 1995 in Lausanne) war ein italienischer Comicautor. Seine Figur Corto Maltese bildet einen Meilenstein des literarischen Comics.

## Leben
Ugo „Hugo“ Prat, Sohn von Rolando Prat, stammte aus einer multinationalen Familie mit Wurzeln in Venetien, England, Frankreich und Anatolien bzw. Armenien. Sein Großonkel war William Henry Pratt, der unter dem Pseudonym Boris Karloff ein erfolgreicher Filmschauspieler (u. a. als Frankensteins Monster) der frühen Tonfilmzeit war. Hugo Pratts Vater war Ingenieur.
1937 zog die Familie in die Nähe von Addis Abeba in die damalige Kolonie Italienisch-Ostafrika, nachdem sein Vater zur italienischen Kolonialpolizei PAI eingezogen worden war. Nach dem italienischen Kriegseintritt in den Zweiten Weltkrieg und der italienischen Niederlage im Ostafrikafeldzug wurden er und seine Mutter 1941 verhaftet und in einem Lager in Dire Daua interniert. 1943 konnte Pratt mit seiner Mutter, der Vater war 1942 in einem Kriegsgefangenenlager verstorben, dank des Internationalen Roten Kreuzes nach Italien zurückkehren.
Dort wurde der 17-jährige Hugo Pratt 1944 unter dem Verdacht verhaftet, ein südafrikanischer Spion zu sein. Er wurde der Wehrmacht überstellt und musste Patrouillendienst bei der Wasserschutzpolizei versehen. Ein Freund, der Partisan und spätere Comiczeichner Giorgio Bellavitis, verhalf ihm zur Flucht über die Front zur vorrückenden 8. Armee. Dort arbeitete er zunächst als Dolmetscher, dann in der Militärverwaltung, zuletzt unter dem Künstlernamen Ongaine als Sänger und Tänzer für die US-amerikanische Truppenbetreuung. Nach einer anderen Version hatte er für ein faschistisches Bataillon als Dolmetscher gearbeitet und war nach Kriegsende eine Zeit lang in Österreich interniert.
1945 begann er ein Kunststudium an der Akademie der Schönen Künste in Venedig. Hier begann auch Pratts Karriere als Comiczeichner, gemeinsam mit Freunden, anderen Zeichnern und Autoren (darunter Alberto Ongaro und Dino Battaglia) gründete er das Comic-Magazin Asso di Picche (deutsch: „Pik As“). Der Titel bezeichnet das erste größere Werk Pratts.
1949 erkannte der argentinische Verleger Cesare Civita das Talent des Zeichners, und Hugo Pratt siedelte nach Buenos Aires über, wo er Abenteuerserien wie Junglemen und Sergente Kirk zeichnete. Bereits mit Junglemen hatte Pratt den Stil gefunden, den man heute als für ihn typisch ansieht. Zu seinen weiteren Arbeiten zählen: Ernie Pike, Ticonderoga und das in Ostafrika 1913 spielende Ann y Dan. Autor dieser Serie war Héctor Germán Oesterheld. Für das argentinische Magazin Misterix zeichnete er Capitain Cormorant und Fort Wheeling.
Im Jahr 1953 heiratete Pratt die Argentinierin Gucky Wogerer, mit der er zwei Kinder hatte (Lucas und Marina); die Ehe wurde 1957 wieder geschieden. Hugo Pratt führte zu dieser Zeit ein unstetes Abenteurerleben.
1959 kehrte er nach Europa zurück, um in London für mehrere Tageszeitungen sowie für den Verlag Fleetway Abenteuer- und Kriegscomics zu zeichnen.
1962 zog er von dort nach Venedig, wo er mit der Koloristin Anne Frognier zusammenlebte, mit der er ebenfalls zwei Kinder hatte (Silvina und Jonas). Pratt arbeitete für die Jugendbeilage des Corriere della Sera, wo er klassische Abenteuergeschichten der Jugendliteratur (zum Beispiel Die Schatzinsel, Odyssee) nach Szenarien des Chefredakteurs in Comicform brachte.
1967 gründeten der Mäzen Claudio Bertieri und der italienische Verleger Florenzo Ivaldi das Magazin Sgt. Kirk, um Pratt eine angemessene Plattform für seine Comics zu bieten.
Hier wurde 1967 Una Ballata del Mare Salato (Eine Südseeballade) veröffentlicht, eine melancholische Abenteuergeschichte in der Tradition von Joseph Conrad, die als Ausgangspunkt europäischer Graphic Novels gilt. In dieser Geschichte tauchte zum ersten Mal Corto Maltese auf, ein Kapitän ohne Schiff, der zur Hauptfigur von Pratts weiterem Schaffen werden sollte. Ab 1970 und in den folgenden drei Jahren gestaltete Pratt für das Magazin Pif des französischen Verlags Vaillant über 20 etwa 20-seitige Episoden mit Corto Maltese. Die anderen Serien und Geschichten Pratts gerieten mehr und mehr in den Hintergrund, Corto Maltese wurde nicht nur der Comic, der von der Kritik enthusiastisch gefeiert wird, sondern auch ein Verkaufserfolg: Ende der achtziger Jahre verkaufte Pratt pro Jahr fast eine halbe Million seiner Alben.
1983 sind in Zusammenarbeit mit Milo Manara zwei Comic-Geschichten entstanden, die die Kolonisation Amerikas thematisieren: Ein indianischer Sommer (zwei Alben) und El Gaucho.
Ab der zweiten Hälfte der 70er Jahre betätigte sich Pratt auch gelegentlich als Filmschauspieler. Sein bekanntester Part dürfte dabei eine nicht eben kleine Nebenrolle in Leos Carax’ Mauvais sang (Die Nacht ist jung) gewesen sein.

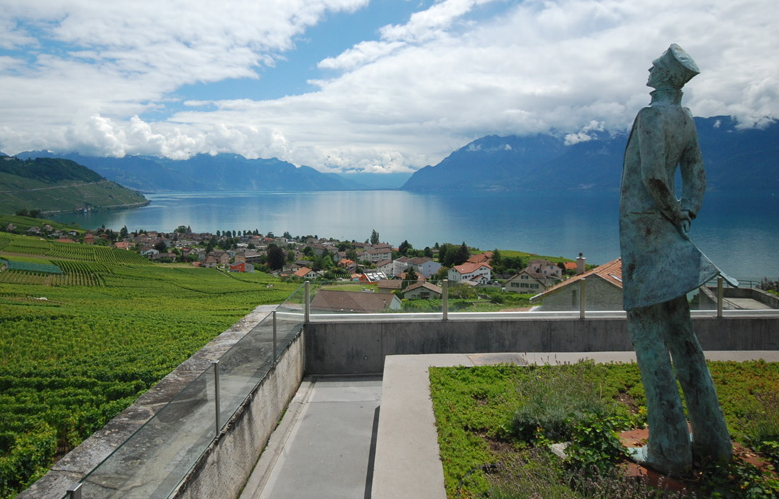
Corto Maltese Statue in Grandvaux

1984 zog Pratt nach Grandvaux bei Lausanne. Er arbeitete weiter an neuen Geschichten um Corto Maltese, erneuerte und verbesserte aber auch peu à peu – ganz im Stile von Hergé – ältere Arbeiten. Zu seinen letzten Arbeiten zählt die Geschichte vom letzten Flug von Antoine de Saint-Exupéry: Sein letzter Flug.
1995 erlag Hugo Pratt in Lausanne einem Krebsleiden. Sein Grab befindet sich auf dem Friedhof von Grandvaux.

## Auszeichnungen und Ehrungen
Neben zahllosen anderen Preisen und Auszeichnungen wurde Pratt zum Chevalier des Arts et Lettres ernannt. Der Ordre des Arts et des Lettres ist die höchste Auszeichnung, die einem Künstler in Frankreich verliehen werden kann. Bereits 1988 hatte er den Grand Prix de la Ville d’Angoulême am Festival International de la Bande Dessinée d’Angoulême gewonnen.
2005 wurde Pratt posthum in die Will Eisner Award Hall of Fame aufgenommen.
Eine Ehrung anderer Art erfuhr Hugo Pratt durch Milo Manara. Er wird in dessen Comicromanen Das große Abenteuer und Tag des Zornes selbst zur Comicfigur. Unter seinen Initialen H.P. und der Bezeichnung „Meister des Abenteuers“ berät er den (Anti-)Helden Giuseppe Bergmann bei dessen Versuch ein Abenteuer zu erleben.

## Werke

### Corto Maltese
- Südseeballade (Carlsen Verlag 1983, s/w)
- Im Zeichen des Steinbocks (Carlsen Verlag 1981, s/w)
- Und immer ein Stück weiter (Carlsen Verlag 1982, s/w)
- Die Kelten (Carlsen Verlag 1982, s/w)
- Die Äthiopier (Carlsen Verlag 1982, s/w)
- Corto Maltese in Sibirien (Carlsen Verlag 1984, s/w)
- Venezianische Legende (Carlsen Verlag 1985, s/w)
- Das goldene Haus von Samarkand (Carlsen Verlag 1987, s/w)
- Abenteuer einer Jugend (Ullstein Verlag 1987, s/w)
- Argentinischer Tango (Carlsen Verlag 1988, s/w)
- Die Schweizer (Carlsen Verlag 1991, farbig)
- Das Reich Mu (Carlsen Verlag 1993, farbig)

Die späteren Farbausgaben sind meist um zusätzliche, teilweise sehr umfangreiche Vorworte erweitert.

### Weitere Veröffentlichungen in Deutschland
- Sgt. Kirk (El sargento Kirk 1953–59), Szenario von Héctor Oesterheld, gezeichnet von Hugo Pratt
  - seit 2025 – Gesamtausgabe im Verlag Schreiber & Leser (s/w)
- Ticonderoga (Ticonderoga 1957–58), Szenario von Héctor Oesterheld, gezeichnet von Hugo Pratt
  - 2019 – Gesamtausgabe im avant-verlag, zwei Bände im Schuber, Hardcover, 304 Seiten s/w und farbig, ISBN 978-3-945034-75-0
- Ernie Pike (Ernie Pike 1957–59), Szenario von Héctor Oesterheld, gezeichnet von Hugo Pratt
  - 2022 – Gesamtausgabe im avant-verlag, Hardcover, 364 Seiten vierfarbig, ISBN 978-3-96445-037-1
- Ann + Dan (Ann y Dan 1959)
  - 1982 – 2 Bde. bei Comic Forum (Reihe Comicothek)
  - 1989 – Gesamtausgabe in der Comic-Verlagsges.m.b.H (Reihe Comicothek)
  - 1996 – Gesamtausgabe in der Comic-Verlagsges.m.b.H (Reihe Comicothek)
- Fort Wheeling (Wheeling 1962–64)
  - 1986 – 3 Bde. in der Comic-Verlagsges.m.b.H (Reihe Comicothek)
  - 1994 – Gesamtausgabe in der Reihe Comicothek
  - 2023/24 – 2 Bände im Verlag Schreiber & Leser (farbig, s/w)
- Fanfulla (Fanfulla 1967–68), Szenario von Mino Milani, gezeichnet von Hugo Pratt
  - 2014 – Kult Editionen, limitiert auf 999 Expl., ISBN 978-3-943960-50-1
- Die Wüstenskorpione (Gli scorpioni del deserto 1969–1994)
  - 1986–1994 – 4 Bände, Comic-Verlagsges.m.b.H (Reihe Comicothek)
  - 1994 – Ausgabe der Bde. 1–3 in einem Band, Reihe Comicothek
  - 2020/21 – alle 5 Geschichten in 3 Bänden, Verlag Schreiber & Leser (farbig, s/w)
- Der Mann der Karibik / Svend (L’uomo dei Caraïbi 1977)
  - 1992 – Reihe: Ein Mann ein Abenteuer Nr. 3, SC, Feest Comics/Ehapa-Verlag, auch als Hardcover-Version in lim. u. sign. Auflage
  - 2019 – in: Ein Mann, ein Abenteuer 2 (farbig, s/w), Verlag Schreiber & Leser, ISBN 978-3-946337-78-2, ISBN 978-3-946337-79-9
- La Macumba del Gringo (L'uomo del Sertão 1978)
  - 2018 – in: Ein Mann, ein Abenteuer 1 (farbig, s/w), Verlag Schreiber & Leser, ISBN 978-3-946337-66-9, ISBN 978-3-946337-67-6
- Westlich von Eden (L'uomo della Somalia 1979)
  - 2019 – in: Ein Mann, ein Abenteuer 2 (farbig, s/w), Verlag Schreiber & Leser, ISBN 978-3-946337-78-2, ISBN 978-3-946337-79-9
- Der Mann aus Kanada / Jesuit Joe (L'uomo del Grande Nord)
  - 1993 – Reihe: Ein Mann ein Abenteuer Nr. 5, SC, Feest Comics/Ehapa-Verlag, auch als Hardcover-Version in lim. u. sign. Auflage
  - 2018 – in: Ein Mann, ein Abenteuer 1 (farbig, s/w), Verlag Schreiber & Leser (erweitert um Teil 2 und Film-Storyboard), ISBN 978-3-946337-66-9, ISBN 978-3-946337-67-6
- Sand, nichts als Sand (Du sable, rien que du sable  1983)
  - 1990 – Comic-Verlagsges.m.b.H (Reihe Comicothek)
- Ein Indianischer Sommer (Tutto ricominciò con un’estate indiana 1983) Zeichner: Milo Manara
  - 1986 – 2 Bde. im Carlsen Verlag
  - 1992 – Gesamtausgabe im Carlsen Verlag
  - 2010 – Band 2 der Milo-Manara-Werkausgabe im Panini Verlag
- Cato Zulu (Cato Zulù 1984)
  - 1992 – Reihe: Carlsen Lux Nr. 20, Carlsen Verlag (100 Seiten, 39,80 DM), ISBN 978-3-551-01820-5
  - 2024 – Verlag Schreiber & Leser, ISBN 978-3-96582-184-2
- El Gaucho (El Gaucho 1991) Zeichner: Milo Manara
  - 1995 – Carlsen Verlag (Soft-Cover)
  - 1995 – Verlag Schreiber & Leser (Hardcover in lim. und sign. Auflage)
  - 2010 – Band 5 der Milo-Manara-Werkausgabe im Panini Verlag
- An einem fernen Himmel (In un cielo lontano 1993)
  - 1996 – Feest Comics/Ehapa-Verlag (79 Seiten, 49,80 DM), ISBN 978-3-89343-949-2
  - 2024 – in: Sein letzter Flug – und andere Geschichten, Verlag Schreiber & Leser, ISBN 978-3-96582-165-1
- Saint Exupéry: Sein letzter Flug (Saint-Exupéry – Le dernier vol 1995)
  - 1995 – Feest Comics/Ehapa-Verlag (80 Seiten, 49,80 DM), ISBN 978-3-89343-948-5
  - 2024 – in: Sein letzter Flug – und andere Geschichten, Verlag Schreiber & Leser, ISBN 978-3-96582-165-1
- Morgan (Morgan 1995)
  - 2000 – Kult Editionen (96 Seiten, 34,80 DM)
  - 2024 – in: Sein letzter Flug – und andere Geschichten, Verlag Schreiber & Leser, ISBN 978-3-96582-165-1

## Rechteverwaltung und Lizenzen
Hugo Pratt gründete 1983 die Firma Cong SA (eine Abkürzung von Comics Organization News Gold), der er 1987 das Eigentum und die Nutzungsrechte seiner Werke übertrug. Seitdem wachte die Cong SA, unter der Leitung von Pratts früherer Lebensgefährtin und Coloristin Patrizia Zanotti, über die Einhaltung des Copyrights und lizenziert die Rechte an den Marken Corto Maltese und Hugo Pratt für Neuausgaben, Merchandise, Ausstellungen und aller weiteren Formen von Veröffentlichungen.
Die französischsprachigen Publikationsrechte liegen seit 1973 beim Verlag Casterman. Deutschsprachige Ausgaben basieren in der Regel auf deren Vorlagen.

## Ausstellungen
- Le voyage imaginaire de Hugo Pratt – Paris, Pinacothèque de Paris, 17. März – 21. August 2011
- Hugo Pratt – I luoghi dell’avventura – Lugano, Museo d’Arte, 8. Juli – 2. Oktober 2011
- Hugo Pratt – Rencontres et passages – Brüssel, Hergé-Museum, 2. Oktober 2015 – 6. Januar 2016
- Hugo Pratt e Corto Maltese. 50 anni di viaggi nel mito – Bologna, Museo della Storia di Bologna, 4. November 2016 – 19. März 2017
- Hugo Pratt – Lignes D’Horizons – Lyon, Musée des Confluences, 7. April 2018 – 24. März 2019
- Corto Maltese. Un viaggio straordinario – Neapel, Archäologisches Nationalmuseum, 25. April – 9. September 2019[12]
- Hugo Pratt, les chemins du rêve – La Hulpe, Fondation Folon, 25. Mai – 5. Januar 2020[13]
- Hugo Pratt – Beyond Corto Maltese – Odense, Brandts Museum, 27. September 2019 – 2. August 2020[14]